# Клавдия Прокула
Кла́вдия Проку́ла (лат. Claudia Procula) — согласно апокрифическим источникам и церковному преданию жена Понтия Пилата, римского правителя Иудеи. В греческой, коптской и эфиопской церквах она причислена к лику святых. В византийском православии её память совершается 27 октября (по юлианскому календарю). Эфиопская церковь совершает память Клавдии Прокулы вместе с её мужем Понтием Пилатом 25 июня.

## Евангельские свидетельства и богословские толкования
В Евангелии от Матфея упоминается, как во время суда над Иисусом жена Пилата, не называемая по имени, послала к нему слугу сказать: «не делай ничего Праведнику Тому, потому что я ныне во сне много пострадала за Него» (Мф. 27:19). Больше сведений о жене Пилата в канонических текстах не содержится.
Об обращении жены Пилата в христианство сообщает ряд христианских авторов: Афанасий, Августин Блаженный, Иоанн Малала и другие. Относительно характера сна жены Пилата мнения богословов разделились: часть из них считали, что он был от Бога, а другие — что от дьявола. Самое раннее подобное утверждение приводит Ориген в своей гомилии на Евангелие от Матфея.

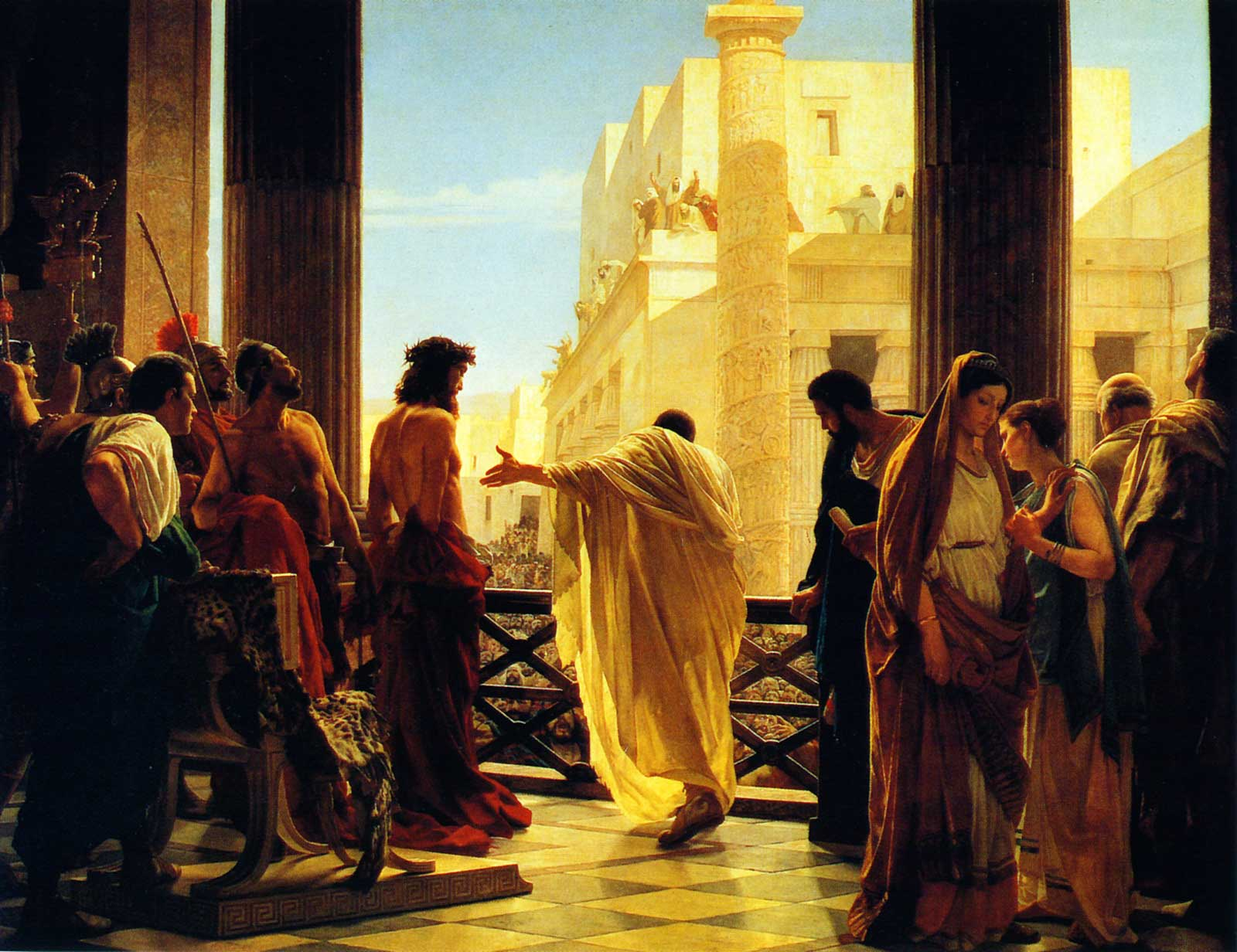
Антонио Чизери, Ecce Homo (Се Человек!). Понтий Пилат показывает подвергшегося бичеванию Иисуса жителям Иерусалима, в правом углу изображена скорбящая жена Пилата

Иоанн Златоуст в «Беседах на Евангелие от Матфея» пишет:

После доказательств, заключавшихся в делах, не маловажная вещь была и сон. Но почему же не сам Пилат видит его? Или потому, что жена была более достойна его, или потому, что если бы видел он, то не поверил бы ему, и даже, быть может, не сказал бы о нем. Поэтому так и устрояется, что видит этот сон жена, чтобы это сделалось известным для всех. И не просто видит она сон; но и страдает много, чтобы муж, хотя из сострадания к жене, помедлил совершать убийство.

Святитель Афанасий Великий пишет, что на суде Пилата после того, как прокуратор умыл руки, «Господь не ответствовал более, вразумлял же паче жену его, чтобы не по слову, но по явлению силы, уверовали, что судимый есть Бог». Феофилакт Болгарский не сообщает об обращении жены Пилата, но пишет: «Дивное дело! Судимый Пилатом устрашал его жену! Не сам Пилат видит сон, но жена его… Сон этот был делом промышления Божия, не для того, впрочем, чтоб вследствие его освобожден был Христос, но чтоб спаслась та жена». Уильям Баркли называет Клавдию иудейской прозелиткой и также пишет, что позднейшие предания приписали ей обращение в христианство. С ним не согласен Иннокентий Херсонский, который считает, что Прокула «быв язычницею, имела открытое чувство для всего истинного и доброго» и не могла быть иудейской прозелиткой, так как, будучи обращённой фарисеями, она приняла бы их сторону в вопросе виновности Иисуса.

## Апокрифические источники

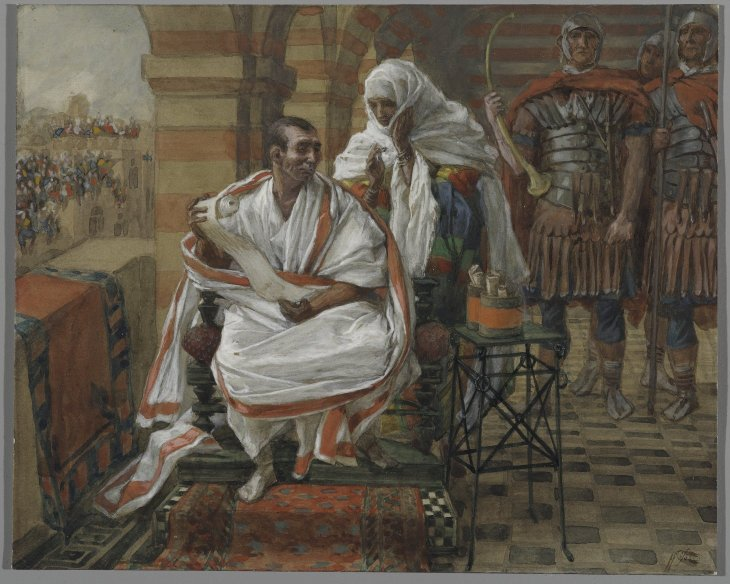
Джеймс Тиссо. Послание от жены Пилата

Аналогичное Евангельскому тексту сообщение о жене Пилата содержится в апокрифическом «Евангелии от Никодима» (III век): «И тут издалека прислала ему весть жена его: „Ничем пред тобой (не виновен) Тот Праведный Муж, ибо я много за Него претерпела в эту ночь“». В списке «Евангелия от Никодима», приводимого Б. Деревенским, указано имя жены Пилата — Прокула. При этом сведений о характере сна жены Пилата не приводится. Упомянута лишь реакция иудейских первосвященников на это известие: «Видишь, не говорили разве тебе, что (Он) соблазнитель? Смотри — в этот сон жену твою вверг». После описанных в Евангелиях чудесных знамений, сопровождавших смерть Иисуса, по рассказу «Евангелия от Никодима» «игемон и жена его предались печали глубокой, не ели и не пили в тот день».
Имя Прокла (Прокула) приписывается жене Пилата в апокрифе «Обращение Пилата»:

И как только префект отрубил голову Пилату, тотчас ангел подхватил её. Жена же его, Прокла, увидев приблизившегося и взявшего голову Пилата ангела, преисполнилась радостью и испустила дух. И была похоронена вместе с мужем своим.

Позднее Прокулу стали отождествлять с христианкой Клавдией, упомянутой у апостола Павла (2Тим. 4:21). Эти два имени иногда объединяли в двойное имя — Клавдия Прокула (реже встречается вариант Иустина; у эфиопов Аброкла).

## Сон жены Пилата
В Средневековье считалось, что жена Пилата увидела во сне беса, который мучил её, в Новое время полагали, что во сне ей явился Сам Иисус. Источником этого служит подробное описание суда Пилата, сна его жены и её последующей жизни, содержащиеся в апокрифическом сочинении «Письмо Клавдии Прокулы к Фульвии». В нём жена Пилата, называемая Клавдией, пишет своей подруге подробный рассказ о своей жизни в Иерусалиме, уделяя особое внимание событиям Евангельской истории. Автор апокрифа приводит следующее описание сна Клавдии:

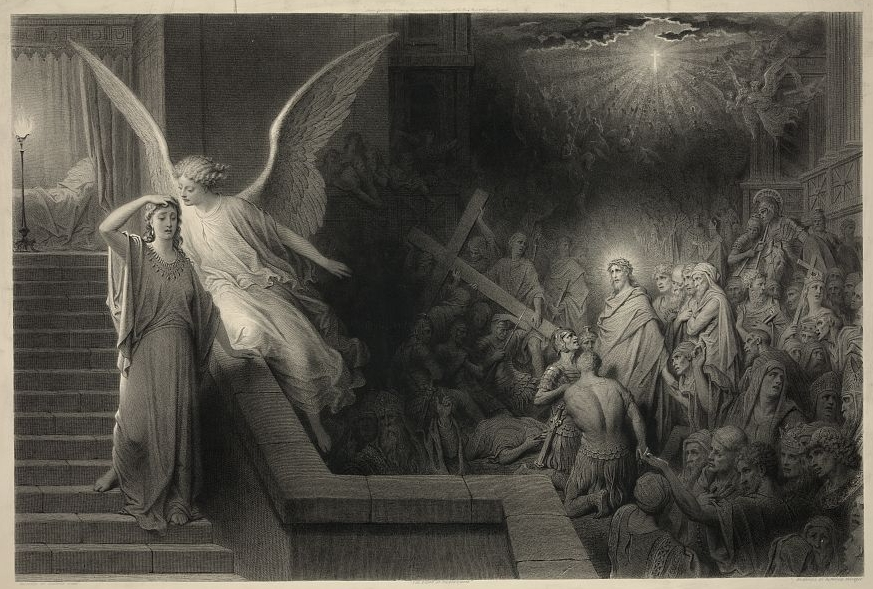
Гюстав Доре. Сон Клавдии Прокулы

В час сна, едва я склонила голову на подушку, как таинственные видения овладели моим воображением. Я видела Исуса… Лик Его блистал как солнце, Он парил на крыльях Херувов — пламенных исполнителей Воли Его… Он, казалось, был готов судить поколения народов, собранных у Его стоп. Мановением Своей десницы Он отделял добрых от злых; первые возносились к Нему, сияющие вечною юностию и Божественною красотою, а вторые — низвергались в бездну огня. И Судия указывал им на раны, покрывавшие Его тело, говоря им громовым голосом: «Воздайте кровь, Которую Я пролил за вас!» Тогда эти нечестивые просили у гор покрыть их, а землю, чтобы она поглотила их. И чувствовали они себя бессмертными для муки и бессмертными для отчаяния. О какой сон, какое откровение!

Святитель Иннокентий Херсонский указывает, что жена Пилата во сне не только убедилась в невиновности Иисуса, но и признала в нём «Праведника». По его мнению, для неё как язычницы это «означало человека необыкновенной добродетели, любимца Божества».

## Образ в искусстве
в литературе
- Роман Антуанетты Мэй «Жена Понтия Пилата, или Тайна прокуратора»